# Ботанический ручей (приток Битцы)
Ботани́ческий ручей (Ботанический овраг) — малая река в районе Северное Бутово Юго-Западного административного округа Москвы, правый приток Битцы. Своё название получил от ботанического сада Всероссийского НИИ лекарственных и ароматических растений, по территории которого протекает.
Длина реки составляет 1,5 км, в открытом русле — 0,5 км. Исток расположен в лесозоне на юго-западе от пересечения Варшавского шоссе с Курской железной дорогой. Водоток проходит через улицу Грина, протекает вдоль Варшавского шоссе через пруды ботанического сада ВИЛАР, после которых впадает в Битцу.